# 6894 Macreid
6894 Macreid eller 1986 RE2 är en asteroid i huvudbältet som upptäcktes 5 september 1986 av den amerikanske astronomen Eleanor F. Helin vid Palomar-observatoriet. Den är uppkallad efter Macgregor S. Reid.
Asteroiden har en diameter på ungefär 7 kilometer och den tillhör asteroidgruppen Hansa.